# Liga Europejska w piłce siatkowej mężczyzn 2013
Liga Europejska w piłce siatkowej mężczyzn 2013 – 10. edycja turnieju, który rozgrywany był od 13 czerwca do 14 lipca 2013 roku.

## System rozgrywek
W fazie grupowej wystąpi 12 drużyn podzielonych na 3 grupy. Do turnieju finałowego awansują najlepsze reprezentacje z każdej z grup oraz reprezentacja Turcji jako gospodarz turnieju.

## Uczestnicy
| Grupa A                       | Grupa B                           | Grupa C                          |
| ----------------------------- | --------------------------------- | -------------------------------- |
| Austria Belgia Dania Słowacja | Czechy Węgry Czarnogóra Hiszpania | Białoruś Chorwacja Izrael Turcja |

## Rozgrywki

### Faza grupowa

#### Grupa A
Tabela
| Lp. | Drużyna  | Pkt | Mecze | Mecze  | Mecze  | Sety | Sety | Sety  | Małe punkty | Małe punkty | Małe punkty |
| Lp. | Drużyna  | Pkt | M     | W      | P      | wyg. | prz. | ratio | zdob.       | str.        | ratio       |
| --- | -------- | --- | ----- | ------ | ------ | ---- | ---- | ----- | ----------- | ----------- | ----------- |
| 1   | Belgia   | 34  | 12    | 12 (2) | 0 (0)  | 36   | 7    | 5.143 | 887         | 736         | 1.205       |
| 2   | Słowacja | 18  | 12    | 6 (0)  | 6 (0)  | 23   | 21   | 1.095 | 858         | 813         | 1.055       |
| 3   | Austria  | 14  | 12    | 4 (0)  | 8 (2)  | 18   | 27   | 0.667 | 837         | 909         | 0.921       |
| 4   | Dania    | 6   | 12    | 2 (0)  | 10 (0) | 9    | 31   | 0.290 | 709         | 833         | 0.851       |

Źródło: cev.lu
Punktacja: 3:0 i 3:1 – 3 pkt; 3:2 – 2 pkt; 2:3 – 1 pkt; 1:3 i 0:3 – 0 pkt
Zasady ustalania kolejności: 1. liczba punktów; 2. liczba zwycięstw; 3. stosunek setów; 4. stosunek małych punktów; 5. bilans w bezpośrednich meczach
     awans do Final Four
Wyniki spotkań
Kolejka 1 –  Wiedeń
| Data  | Godz. | Drużyna 1 | Wynik | Drużyna 2 | 1     | 2     | 3     | 4     | 5     | Widzów | * |
| ----- | ----- | --------- | ----- | --------- | ----- | ----- | ----- | ----- | ----- | ------ | - |
| 13.06 | 16:30 | Dania     | 0:3   | Słowacja  | 15:21 | 19:21 | 16:21 |       |       | 30     | 1 |
| 13.06 | 19:30 | Belgia    | 3:2   | Austria   | 15:21 | 21:14 | 16:21 | 21:15 | 15:11 | 920    | 2 |
| 14.06 | 18:00 | Austria   | 3:1   | Słowacja  | 24:22 | 15:21 | 21:18 | 21:19 |       | 350    | 3 |
| 14.06 | 20:30 | Belgia    | 3:0   | Dania     | 21:16 | 22:20 | 21:19 |       |       | 60     | 4 |
| 15.06 | 18:00 | Austria   | 0:3   | Dania     | 16:21 | 17:21 | 30:32 |       |       | 300    | 5 |
| 15.06 | 20:30 | Słowacja  | 0:3   | Belgia    | 12:21 | 12:21 | 20:22 |       |       | 50     | 6 |

Kolejka 2 –  Slagelse
| Data  | Godz. | Drużyna 1 | Wynik | Drużyna 2 | 1     | 2     | 3     | 4     | 5     | Widzów | * |
| ----- | ----- | --------- | ----- | --------- | ----- | ----- | ----- | ----- | ----- | ------ | - |
| 20.06 | 17:00 | Słowacja  | 1:3   | Austria   | 21:13 | 18:21 | 17:21 | 19:21 |       | 350    | 1 |
| 20.06 | 19:30 | Belgia    | 3:0   | Dania     | 21:17 | 21:18 | 21:16 |       |       | 800    | 2 |
| 21.06 | 17:00 | Austria   | 2:3   | Belgia    | 14:21 | 21:19 | 21:17 | 14:21 | 15:17 | 300    | 3 |
| 21.06 | 19:30 | Dania     | 1:3   | Słowacja  | 14:21 | 23:25 | 21:19 | 12:21 |       | 800    | 4 |
| 22.05 | 15:00 | Belgia    | 3:1   | Słowacja  | 18:21 | 22:20 | 21:17 | 21:17 |       | 250    | 5 |
| 22.05 | 17:30 | Dania     | 3:1   | Austria   | 21:15 | 14:24 | 21:15 | 21:17 |       | 800    | 6 |

Kolejka 3 –  Antwerpia
| Data  | Godz. | Drużyna 1 | Wynik | Drużyna 2 | 1     | 2     | 3     | 4     | 5 | Widzów | * |
| ----- | ----- | --------- | ----- | --------- | ----- | ----- | ----- | ----- | - | ------ | - |
| 28.06 | 17:00 | Dania     | 0:3   | Austria   | 20:22 | 18:21 | 19:21 |       |   | 100    | 1 |
| 28.06 | 20:00 | Belgia    | 3:1   | Słowacja  | 25:23 | 17:21 | 21:19 | 21:18 |   | 1 150  | 2 |
| 29.06 | 17:00 | Austria   | 1:3   | Słowacja  | 21:16 | 14:21 | 19:21 | 16:21 |   | 100    | 3 |
| 29.06 | 20:00 | Dania     | 0:3   | Belgia    | 20:22 | 13:21 | 17:21 |       |   | 1 150  | 4 |
| 30.06 | 15:00 | Słowacja  | 3:0   | Dania     | 21:10 | 21:15 | 21:18 |       |   | 100    | 5 |
| 30.06 | 18:00 | Austria   | 0:3   | Belgia    | 25:27 | 16:21 | 13:21 |       |   | 750    | 6 |

Kolejka 4 –  Nitra
| Data  | Godz. | Drużyna 1 | Wynik | Drużyna 2 | 1     | 2     | 3     | 4     | 5 | Widzów | * |
| ----- | ----- | --------- | ----- | --------- | ----- | ----- | ----- | ----- | - | ------ | - |
| 04.07 | 16:30 | Dania     | 0:3   | Belgia    | 16:21 | 12:21 | 10:21 |       |   | 50     | 1 |
| 04.07 | 19:00 | Słowacja  | 3:0   | Austria   | 21:18 | 21:14 | 21:18 |       |   | 500    | 2 |
| 05.07 | 16:30 | Belgia    | 3:0   | Austria   | 23:21 | 21:15 | 21:18 |       |   | 50     | 3 |
| 05.07 | 19:00 | Słowacja  | 3:1   | Dania     | 21:10 | 19:21 | 21:13 | 21:13 |   | 100    | 4 |
| 06.07 | 16:30 | Austria   | 3:1   | Dania     | 22:20 | 26:24 | 18:21 | 24:22 |   | 50     | 5 |
| 06.07 | 19:00 | Belgia    | 3:1   | Słowacja  | 23:25 | 21:10 | 21:14 | 21:18 |   | 200    | 6 |

#### Grupa B
Tabela
| Lp. | Drużyna    | Pkt | Mecze | Mecze | Mecze  | Sety | Sety | Sety  | Małe punkty | Małe punkty | Małe punkty |
| Lp. | Drużyna    | Pkt | M     | W     | P      | wyg. | prz. | ratio | zdob.       | str.        | ratio       |
| --- | ---------- | --- | ----- | ----- | ------ | ---- | ---- | ----- | ----------- | ----------- | ----------- |
| 1   | Czechy     | 27  | 12    | 9 (2) | 3 (2)  | 22   | 19   | 1.158 | 980         | 926         | 1.058       |
| 2   | Czarnogóra | 24  | 12    | 9 (3) | 3 (0)  | 30   | 17   | 1.765 | 921         | 851         | 1.082       |
| 3   | Hiszpania  | 20  | 12    | 6 (1) | 6 (3)  | 27   | 24   | 1.125 | 994         | 961         | 1.034       |
| 4   | Węgry      | 1   | 12    | 0 (0) | 12 (1) | 7    | 36   | 0.194 | 724         | 881         | 0.822       |

Źródło: cev.lu
Punktacja: 3:0 i 3:1 – 3 pkt; 3:2 – 2 pkt; 2:3 – 1 pkt; 1:3 i 0:3 – 0 pkt
Zasady ustalania kolejności: 1. liczba punktów; 2. liczba zwycięstw; 3. stosunek setów; 4. stosunek małych punktów; 5. bilans w bezpośrednich meczach
     awans do Final Four
Wyniki spotkań
Kolejka 1 –  Kecskemét
| Data  | Godz. | Drużyna 1  | Wynik | Drużyna 2  | 1     | 2     | 3     | 4     | 5 | Widzów | * |
| ----- | ----- | ---------- | ----- | ---------- | ----- | ----- | ----- | ----- | - | ------ | - |
| 15.06 | 15:30 | Hiszpania  | 1:3   | Czechy     | 16:21 | 21:17 | 19:21 | 18:21 |   | 150    | 1 |
| 15.06 | 18:00 | Węgry      | 0:3   | Czarnogóra | 13:21 | 15:21 | 21:23 |       |   | 400    | 2 |
| 16.06 | 15:30 | Czechy     | 3:1   | Czarnogóra | 15:21 | 21:15 | 22:20 | 21:19 |   | 150    | 3 |
| 16.06 | 18:00 | Węgry      | 1:3   | Hiszpania  | 24:22 | 14:21 | 17:21 | 16:21 |   | 500    | 4 |
| 17.06 | 15:30 | Czarnogóra | 3:1   | Hiszpania  | 21:19 | 21:19 | 22:24 | 21:19 |   | 150    | 5 |
| 17.06 | 18:00 | Czechy     | 3:1   | Węgry      | 17:21 | 21:17 | 21:18 | 21:16 |   | 420    | 6 |

Kolejka 2 –  Barcelona
| Data  | Godz. | Drużyna 1  | Wynik | Drużyna 2  | 1     | 2     | 3     | 4     | 5     | Widzów | * |
| ----- | ----- | ---------- | ----- | ---------- | ----- | ----- | ----- | ----- | ----- | ------ | - |
| 21.06 | 17:00 | Węgry      | 0:3   | Czechy     | 15:21 | 20:22 | 15:21 |       |       | 75     | 1 |
| 21.06 | 20:00 | Hiszpania  | 2:3   | Czarnogóra | 17:21 | 21:14 | 20:22 | 22:20 | 8:15  | 600    | 2 |
| 22.06 | 15:00 | Czechy     | 3:1   | Czarnogóra | 16:21 | 21:14 | 21:14 | 21:17 |       | 100    | 3 |
| 22.06 | 18:00 | Hiszpania  | 3:2   | Węgry      | 21:17 | 21:19 | 19:21 | 20:22 | 15:13 | 800    | 4 |
| 23.06 | 15:00 | Czarnogóra | 3:0   | Węgry      | 21:12 | 21:16 | 21:17 |       |       | 90     | 5 |
| 23.06 | 18:00 | Czechy     | 3:2   | Hiszpania  | 21:18 | 21:12 | 20:22 | 16:21 | 15:13 | 450    | 6 |

Kolejka 3 –  Budva
| Data  | Godz. | Drużyna 1  | Wynik | Drużyna 2  | 1     | 2     | 3     | 4     | 5     | Widzów | * |
| ----- | ----- | ---------- | ----- | ---------- | ----- | ----- | ----- | ----- | ----- | ------ | - |
| 28.06 | 17:30 | Czechy     | 1:3   | Hiszpania  | 30:28 | 11:21 | 17:21 | 19:21 |       | 50     | 1 |
| 28.06 | 20:00 | Czarnogóra | 3:0   | Węgry      | 21:17 | 22:20 | 21:15 |       |       | 400    | 2 |
| 29.06 | 17:30 | Czechy     | 3:1   | Węgry      | 21:11 | 22:20 | 19:21 | 21:12 |       | 50     | 3 |
| 29.06 | 20:00 | Hiszpania  | 3:1   | Czarnogóra | 21:19 | 24:22 | 18:21 | 21:18 |       | 520    | 4 |
| 30.06 | 17:30 | Węgry      | 0:3   | Hiszpania  | 16:21 | 14:21 | 10:21 |       |       | 30     | 5 |
| 30.06 | 20:00 | Czarnogóra | 3:2   | Czechy     | 21:16 | 16:21 | 18:21 | 21:18 | 18:16 | 500    | 6 |

Kolejka 4 –  Opawa
| Data  | Godz. | Drużyna 1  | Wynik | Drużyna 2  | 1     | 2     | 3     | 4     | 5     | Widzów | * |
| ----- | ----- | ---------- | ----- | ---------- | ----- | ----- | ----- | ----- | ----- | ------ | - |
| 05.07 | 15:00 | Czarnogóra | 3:1   | Hiszpania  | 18:21 | 21:17 | 23:21 | 21:13 |       | 400    | 1 |
| 05.07 | 18:00 | Czechy     | 3:1   | Węgry      | 21:16 | 12:21 | 21:17 | 21:15 |       | 2 000  | 2 |
| 06.07 | 15:00 | Hiszpania  | 3:1   | Węgry      | 21:17 | 22:20 | 16:21 | 21:13 |       | 250    | 3 |
| 06.07 | 18:00 | Czarnogóra | 3:2   | Czechy     | 21:13 | 17:21 | 21:19 | 17:21 | 15:7  | 2 500  | 4 |
| 07.07 | 15:00 | Węgry      | 0:3   | Czarnogóra | 19:21 | 15:21 | 15:21 |       |       | 150    | 5 |
| 07.07 | 18:00 | Czechy     | 3:2   | Hiszpania  | 22:20 | 18:21 | 21:18 | 21:23 | 15:12 | 2 800  | 6 |

#### Grupa C
Tabela
| Lp. | Drużyna   | Pkt | Mecze | Mecze  | Mecze | Sety | Sety | Sety  | Małe punkty | Małe punkty | Małe punkty |
| Lp. | Drużyna   | Pkt | M     | W      | P     | wyg. | prz. | ratio | zdob.       | str.        | ratio       |
| --- | --------- | --- | ----- | ------ | ----- | ---- | ---- | ----- | ----------- | ----------- | ----------- |
| 1   | Chorwacja | 31  | 12    | 10 (0) | 2 (1) | 33   | 12   | 2.750 | 920         | 776         | 1.186       |
| 2   | Białoruś  | 17  | 12    | 6 (1)  | 6 (0) | 23   | 23   | 1.000 | 878         | 883         | 0.994       |
| 3   | Turcja    | 13  | 12    | 4 (0)  | 8 (1) | 17   | 26   | 0.654 | 778         | 831         | 0.936       |
| 4   | Izrael    | 11  | 11    | 4 (1)  | 7 (0) | 15   | 27   | 0.556 | 745         | 831         | 0.897       |

Źródło: cev.lu
Punktacja: 3:0 i 3:1 – 3 pkt; 3:2 – 2 pkt; 2:3 – 1 pkt; 1:3 i 0:3 – 0 pkt
Zasady ustalania kolejności: 1. liczba punktów; 2. liczba zwycięstw; 3. stosunek setów; 4. stosunek małych punktów; 5. bilans w bezpośrednich meczach
     awans do Final Four
Wyniki spotkań
Kolejka 1 –  Rovinj
| Data  | Godz. | Drużyna 1 | Wynik | Drużyna 2 | 1     | 2     | 3     | 4     | 5 | Widzów | * |
| ----- | ----- | --------- | ----- | --------- | ----- | ----- | ----- | ----- | - | ------ | - |
| 14.06 | 18:00 | Izrael    | 0:3   | Chorwacja | 10:21 | 17:21 | 17:21 |       |   | 200    | 1 |
| 14.06 | 20:30 | Białoruś  | 1:3   | Turcja    | 19:21 | 17:21 | 21:19 | 14:21 |   | 200    | 2 |
| 15.06 | 18:00 | Chorwacja | 3:1   | Turcja    | 21:15 | 20:22 | 21:17 | 21:18 |   | 100    | 3 |
| 15.06 | 20:30 | Izrael    | 0:3   | Białoruś  | 18:21 | 18:21 | 17:21 |       |   | 50     | 4 |
| 16.06 | 18:00 | Chorwacja | 3:1   | Białoruś  | 21:18 | 19:21 | 21:13 | 21:15 |   | 150    | 5 |
| 16.06 | 20:30 | Turcja    | 3:1   | Izrael    | 21:13 | 21:16 | 15:21 | 21:14 |   | 50     | 6 |

Kolejka 2 –  Ra’ananna
| Data  | Godz. | Drużyna 1 | Wynik | Drużyna 2 | 1     | 2     | 3     | 4     | 5     | Widzów | * |
| ----- | ----- | --------- | ----- | --------- | ----- | ----- | ----- | ----- | ----- | ------ | - |
| 21.06 | 17:00 | Izrael    | 3:2   | Chorwacja | 18:21 | 15:21 | 21:15 | 24:22 | 15:10 | 250    | 1 |
| 21.06 | 19:30 | Białoruś  | 3:2   | Turcja    | 21:11 | 13:21 | 21:14 | 17:21 | 15:11 | 70     | 2 |
| 22.06 | 17:00 | Chorwacja | 1:3   | Białoruś  | 18:21 | 21:19 | 19:21 | 18:21 |       | 50     | 3 |
| 22.06 | 19:30 | Turcja    | 3:0   | Izrael    | 22:20 | 22:20 | 21:18 |       |       | 600    | 4 |
| 23.06 | 17:00 | Chorwacja | 3:1   | Turcja    | 19:21 | 21:14 | 21:13 | 21:10 |       | 100    | 5 |
| 23.06 | 19:30 | Izrael    | 3:1   | Białoruś  | 22:24 | 21:17 | 21:14 | 21:17 |       | 400    | 6 |

Kolejka 3 –  Bursa
| Data  | Godz. | Drużyna 1 | Wynik | Drużyna 2 | 1     | 2     | 3     | 4     | 5 | Widzów | * |
| ----- | ----- | --------- | ----- | --------- | ----- | ----- | ----- | ----- | - | ------ | - |
| 28.06 | 15:30 | Chorwacja | 3:0   | Turcja    | 25:23 | 21:15 | 21:13 |       |   | 200    | 1 |
| 28.06 | 18:00 | Izrael    | 1:3   | Białoruś  | 21:17 | 17:21 | 21:23 | 14:21 |   | 75     | 2 |
| 29.06 | 15:30 | Turcja    | 0:3   | Izrael    | 18:21 | 18:21 | 17:21 |       |   | 225    | 3 |
| 29.06 | 18:00 | Białoruś  | 1:3   | Chorwacja | 21:12 | 18:21 | 19:21 | 25:27 |   | 90     | 4 |
| 3.06  | 15:30 | Turcja    | 1:3   | Białoruś  | 22:20 | 18:21 | 15:21 | 17:21 |   | 125    | 5 |
| 3.06  | 18:00 | Chorwacja | 3:1   | Izrael    | 19:21 | 21:11 | 21:12 | 21:15 |   | 60     | 6 |

Kolejka 4 –  Mohylew
| Data  | Godz. | Drużyna 1 | Wynik | Drużyna 2 | 1     | 2     | 3     | 4     | 5 | Widzów | * |
| ----- | ----- | --------- | ----- | --------- | ----- | ----- | ----- | ----- | - | ------ | - |
| 05.07 | 17:00 | Chorwacja | 3:0   | Izrael    | 25:23 | 21:10 | 21:14 |       |   | 180    | 1 |
| 05.07 | 19:30 | Turcja    | 0:3   | Białoruś  | 13:21 | 19:21 | 22:24 |       |   | 340    | 2 |
| 06.07 | 17:00 | Izrael    | 3:0   | Białoruś  | 24:22 | 21:18 | 21:14 |       |   | 220    | 3 |
| 06.07 | 19:30 | Chorwacja | 3:0   | Turcja    | 25:23 | 21:16 | 21:13 |       |   | 210    | 4 |
| 06.07 | 17:00 | Białoruś  | 1:3   | Chorwacja | 17:21 | 21:18 | 14:21 | 16:21 |   | 310    | 5 |
| 06.07 | 19:30 | Izrael    | 0:3   | Turcja    | 7:21  | 17:21 | 16:21 |       |   | 195    | 6 |

### Faza finałowa

#### Drużyny zakwalifikowane
- Turcja – gospodarz
- Belgia – zwycięzca grupy A
- Czechy – zwycięzca grupy B
- Chorwacja – zwycięzca grupy C

#### Półfinały
| Data  | Godz. | Drużyna 1 | Wynik | Drużyna 2 | 1     | 2     | 3     | 4     | 5     | Widzów | * |
| ----- | ----- | --------- | ----- | --------- | ----- | ----- | ----- | ----- | ----- | ------ | - |
| 13.07 | 15:00 | Czechy    | 0:3   | Belgia    | 17:21 | 18:21 | 20:22 |       |       | 800    | 1 |
| 13.07 | 18:00 | Turcja    | 2:3   | Chorwacja | 15:21 | 21:10 | 17:21 | 21:12 | 12:15 | 1 000  | 2 |

#### Mecz o 3. miejsce
| Data  | Godz. | Drużyna 1 | Wynik | Drużyna 2 | 1     | 2     | 3     | 4     | 5 | Widzów | * |
| ----- | ----- | --------- | ----- | --------- | ----- | ----- | ----- | ----- | - | ------ | - |
| 14.07 | 15:00 | Czechy    | 3:1   | Turcja    | 21:16 | 21:19 | 17:21 | 21:16 |   | 800    | 1 |

#### Finał
| Data  | Godz. | Drużyna 1 | Wynik | Drużyna 2 | 1     | 2     | 3     | 4 | 5 | Widzów | * |
| ----- | ----- | --------- | ----- | --------- | ----- | ----- | ----- | - | - | ------ | - |
| 14.07 | 18:00 | Belgia    | 3:0   | Chorwacja | 21:14 | 21:14 | 21:13 |   |   | 600    | 1 |

## Klasyfikacja końcowa[1]
| Miejsce | Zespół     |
| ------- | ---------- |
|         | Belgia     |
|         | Chorwacja  |
|         | Czechy     |
| 4       | Turcja     |
| 5       | Czarnogóra |
| 6       | Słowacja   |
| 7       | Białoruś   |
| 8       | Hiszpania  |
| 9       | Austria    |
| 10      | Izrael     |
| 11      | Dania      |
| 12      | Węgry      |

## Nagrody indywidualne[1]
| Najlepszy zawodnik (MVP) | Najlepszy punktujący | Najlepszy atakujący | Najlepszy blokujący | Najlepszy zagrywający | Najlepszy rozgrywający | Najlepszy przyjmujący | Najlepszy libero   |
| ------------------------ | -------------------- | ------------------- | ------------------- | --------------------- | ---------------------- | --------------------- | ------------------ |
| Bram Van den Dries       | Ivan Raič            | Michal Finger       | Tomáš Široký        | Tsimafei Zhukouski    | Matthias Valkiers      | Adam Bartoš           | Stijn Dejonckheere |